# آبشار عیش‌آباد
آبشار عیش‌آباد یکی از مکان‌های دیدنی استان آذربایجان شرقی است که در پیرامون روستای عیش‌آباد از توابع دهستان میشاب شمالی بخش مرکزی شهرستان مرند قرار گرفته‌است. ارتفاع این آبشار حدود ۱۵ متر بوده و حدود ۳۰۰  متر مربع وسعت دارد.
عیش‌آباد در گویش بومی، ایش‌اوبا گفته می‌شود. عیش‌آباد در  ۱۹ کیلومتری شهرستان مرند قرار دارد. بخشی از راه دسترسی به آبشار، اتومبیل‌رو و بخش دیگر، کوهستانی است. در کنار کوه و دره‌هایی که آبشار در آن است، چشم‌اندازهای زیبای طبیعی نیز وجود دارند. هرچند در بیشتر روزهای سال می‌توان از عیش‌آباد و آبشار آن دیدن کرد اما بهترین هنگام برای دیدن از این روستا و آبشار آن، پایان اردیبهشت ماه است.